# Ling Liong Sik
Tun Ling Liong Sik (chinois traditionnel : 林良實 ; pinyin : LínLiángShí) est un homme politique malaisien, né le 18 septembre 1943. A été ministre des Transports de la Malaisie de 1986 à 2003. Il a également été président de l'Association des Chinois de Malaisie (Malaysian Chinese Association).
Le 4 février 1988, Ling Liong Sik a été nommé Premier ministre de transition de Malaisie jusqu'au 16 février de la même année.
Le 27 octobre 2015, le Premier ministre malaisien Najib Razak a déposé une plainte contre Ling Liong Sik pour diffamation. Il a allégué dans la plainte que Ling Liong Sik avait fait des remarques diffamatoires pertinentes l'accusant d'être impliqué dans le Scandale de 1Malaysia Development Berhad alors qu'il assistait à un événement le 3 octobre de la même année, qui a été publié sur des sites d'information,. Le 22 mai 2018, Najib a retiré le procès et a accepté de payer des frais de 25 000 RM.
Il est également l'un des hommes politiques chinois les plus influents de la Malaisie contemporaine.

## Ministre des transports de la Malaisie
Depuis qu'il est devenu ministre des Transports, Ling Liong Sik a poussé à un certain nombre d'innovations pour améliorer la sécurité routière, notamment l'installation d'un troisième feu stop, l'interdiction au public d'utiliser les téléphones portables en conduisant et l'obligation pour les motos d'allumer leurs phares pendant la journée. Ces mesures visent à réduire le risque d'accident de voiture.
Il a même introduit les lanterne céleste en Malaisie en visitant la Chine, et elles ont été allumées pour la première fois à Johor le 9 décembre 1996.
Il a été ministre des Transports de la Malaisie pendant 17 ans de 1986 à 2003, faisant de lui le plus ancien ministre des Transports de l'histoire du pays.

## Affaire de diffamation de Najib Razak
Le 3 octobre 2015, Ling Liong Sik a salué l'appel de l'ancien Premier ministre Mahathir Mohamad à la démission du Premier ministre Najib Razak. Selon Ling, Najib devrait démissionner du poste de Premier ministre parce qu'il "a pris l'argent des autres" et l'a mis sur un compte personnel.

« Je suis d'accord avec Mahathir (pour que Najib démissionne), parce qu'il (Najib) a pris l'argent des gens sur son compte personnel. »

— Ling Liong Sik
La déclaration de Ling Liong Sik a été publiée dans un article intitulé « MCA's Liong Sik Joins Call For Najib's Ouster For Allegedly Putting People's Money in His Own Pocket » publié par The Malay Mail.
Le 5 octobre 2015, Najib a demandé à ses avocats de demander à Ling Liong Sik de s'excuser pour sa prétendue déclaration demandant à Najib de démissionner de son poste de Premier ministre. Le 7 octobre, Ling Liong Sik a déclaré qu'il ne s'excuserait pas, disant qu'il était prêt à accepter le défi de Najib.
Le 27 octobre 2015, Najib, à titre personnel, a déposé une plainte contre Ling Liong Sik après avoir allégué que Ling avait fait des déclarations calomnieuses contre lui dans un article publié sur un nouveau portail le 3 octobre 2015. Dans sa déclaration, Najib a déclaré que le Ling Liong Sik avait faussement et malicieusement publié une déclaration diffamatoire lors d'une cérémonie du Tunku Abdul Rahman University College (TARC) ici en alléguant qu'il (Najib) avait abusé des fonds publics pour son intérêt personnel.
Le 11 janvier 2016, le juge de la Haute Cour, le juge John Louis O Hara, avait suggéré l'option de la médiation aux deux parties.
Le 12 janvier 2016, le cabinet d'avocats Ranjit Singh et Yeoh, qui représente Ling Liong Sik, a déclaré dans un communiqué que Ling souhaitait que Najib soit présent dans le processus de médiation.
Le 18 juillet 2016, le tribunal a autorisé une demande de Najib visant à annuler l'affidavit de Mahathir Mohamad à l'appui de Ling Liong Sik pour radier la poursuite.
Le 16 mars 2018, la Haute Cour a ici rejeté une demande de Ling Liong Sik d'annuler la poursuite intentée par Najib.
À la suite de la défaite désastreuse du Barisan Nasional, dirigé par Najib, aux élections générales du 9 mai 2018. Le 22 mai de la même année, il retire le procès. Son avocat Hafarizam a déclaré que Najib était prêt à payer 25 000 RM de frais de justice.

## Vie privée
Il est marié à Ong Ee Nah et a deux fils : Ling Hee Leong et Ling Hee Keat.